# 호찌민 로마 가톨릭 대교구
호찌민 로마 가톨릭 대교구(베트남어: Tổng giáo phận Thành phố Hồ Chí Minh)는 베트남 남부의 로마 가톨릭 교회 대교구이다. 이것은 베트남 전국에서 가장 큰 인구를 가지고 있다. 1976년 11월 23일, 이전에 사이공 대교구로 불렸던 이름이 호찌민 대교구로 개명되어 선포되었다. 면적은 2,390km2이다. 부속 교구는 다음과 같다.
- 바리아 교구
- 껀터 교구
- 달랏 교구
- 롱쑤옌 교구
- 미토 교구
- 판티엣 교구
- 푸끄엉 교구
- 빈롱 교구
- 쑤언록 교구

호찌민시의 사이공 노트르담 성당(법원 성모 마리아 축일의 성당 - 노트르담 사이공 )은 대교구 대성당으로 지정되었다.
2004년경 호찌민 대교구에는 약 602,478명의 신자(인구의 11.0%), 519명의 사제와 195명의 교구가 있었다.
2008년, 호찌민 대교구는 미국 로스앤젤레스의 로마 가톨릭 대교구의 ‘자매’교구가 되었다.
대교구장은 종종 베트남 당국의 특별 허가를 받아 국제 교류와 연락에 참여한다.
호찌민 대교구와 하노이 대교구의 젊은 가톨릭 신자들은 2006년 베트남의 농촌과 저개발 지역의 어린이들을 돕기 위한 단체를 결성했다.